# جانوس (قمر)
جانوس یکی از ۶۲ قمر شناخته شدهٔ سیاره زحل است که در ۱۵ دسامبر ۱۹۶۶ کشف شد.

## نگارخانه

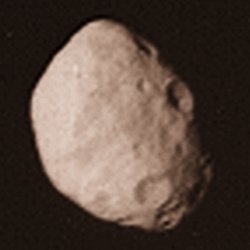
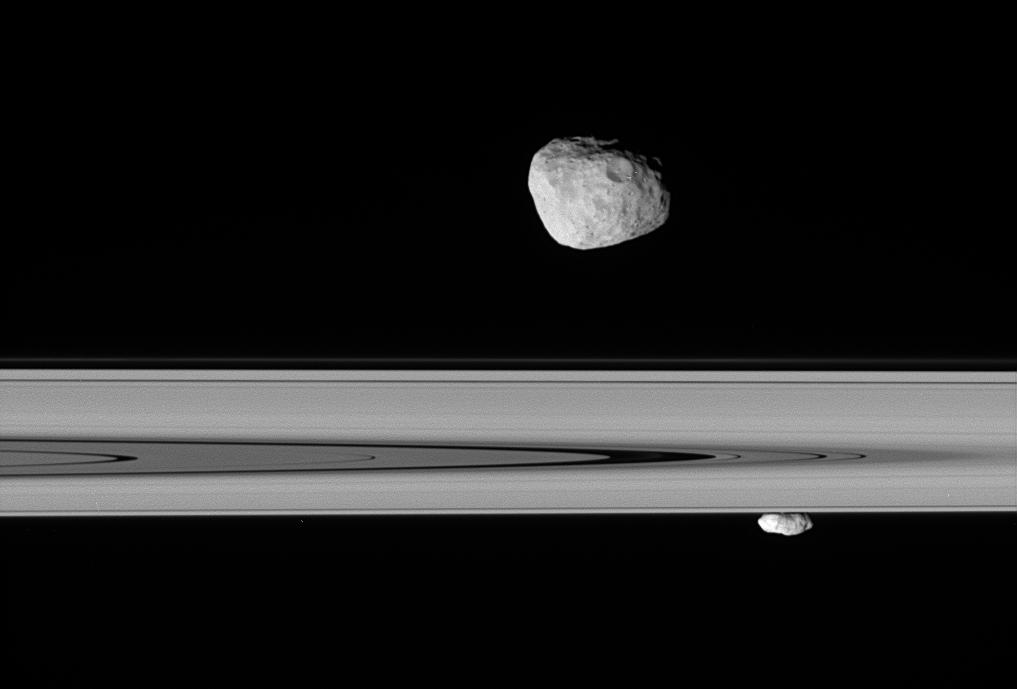
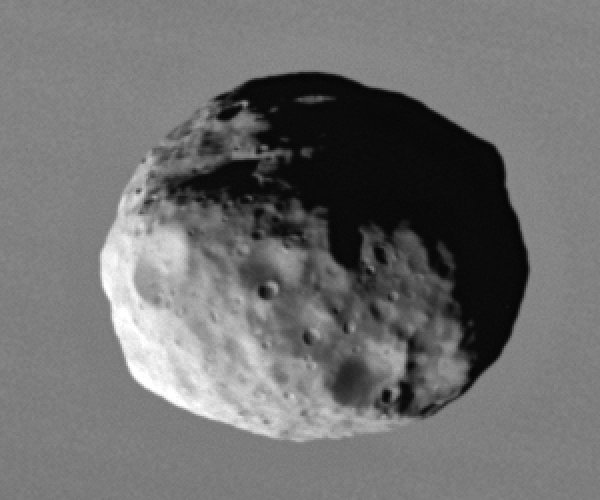
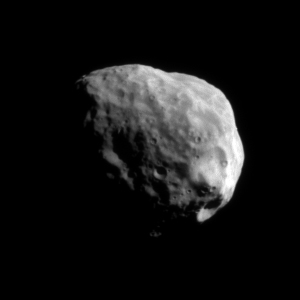
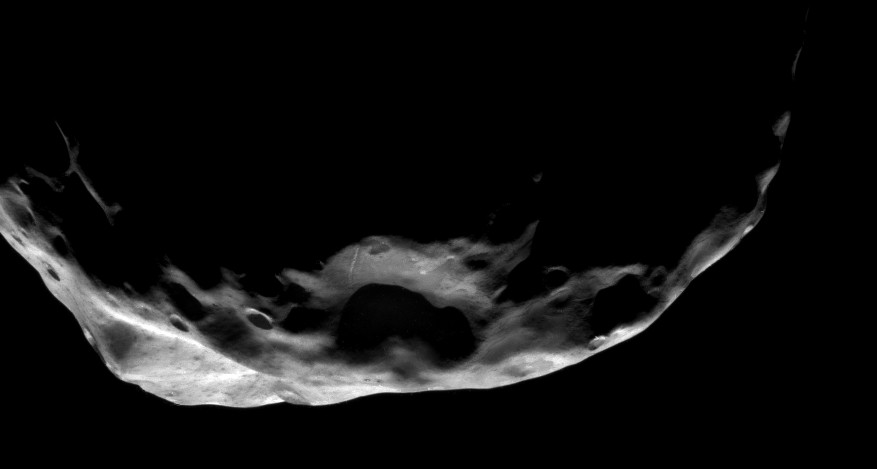